# Hochkreuz Friedhof Neuwerk

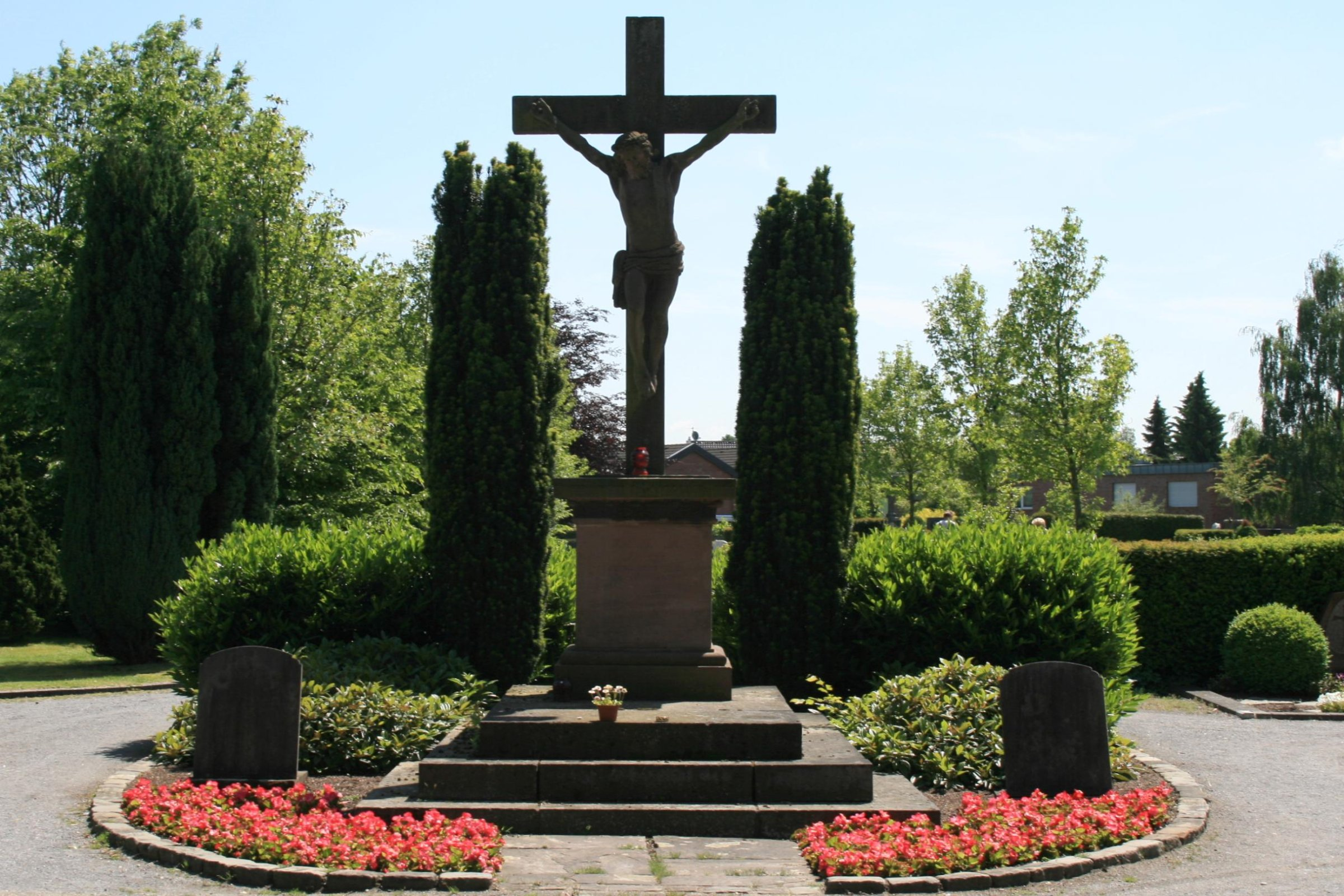
Hochkreuz Friedhof (2015)

Das Hochkreuz Friedhof Neuwerk steht im Stadtteil Neuwerk in Mönchengladbach (Nordrhein-Westfalen), Engelblecker Straße.
Das Kreuz wurde 1833 erbaut. Es ist unter Nr. E 028 am 10. Oktober 1995 in die Denkmalliste der Stadt Mönchengladbach eingetragen worden.

## Lage
Das Objekt steht an zentraler Stelle unmittelbar gegenüber dem Haupteingang des katholischen Friedhofes an der Engelblecker Straße im Stadtteil Neuwerk.

## Architektur
Bei dem sogenannten „Friedhofskreuz“ von 1833 handelt es sich um das Gedächtniskreuz der Grabstätte des 1829 verstorbenen Neuwerker Priesters Peter Leufgens. Auf einem klassizistischen Sandsteinsockel mit Palmettenfries erhebt sich ein hohes Steinkreuz (Basaltlava) mit Corpus.
Die Gesamthöhe ist 4,03 m; die Corpushöhe 1,54 m.
Am Sockel lateinische Inschriften in eingetieften Kapitalen:
Vorderseite: D.O.M.R.D. PETRI LEUFGENS NAT(us). MDCCLXXVI DENAT(us). MDCCCXXIX. VIRI INTEGERRIMI ANIM. PASTORIS
INDEFESSI SACRORUM CURATORIS GNAVISSIMI HEIC PRIMO SEPOSTA MOLLITER OSSA CUBENT
Rechte Seite: CUIUS VIRI QUO USUS PARENTE FAUTORE AMICO IN MEMORIAM IUSTO PIETATIS SENSU P.C.I.P.
NEUENHOFER VICARIUS MDCCCXXXIII SIBI PAROCHIS POSTERIS
Linke Seite: CLERICORUM NOSTRATIS PAROCHIAE FUNERIBUS SACER LOCUS
Rückseite: SEQUIMINI.